# Dan Harrington

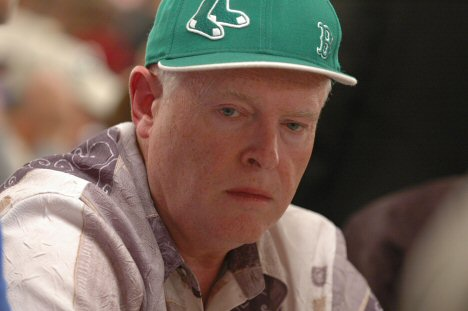
Dan Harrington

Dan Harrington, född 6 december 1945, är en amerikansk pokerspelare som vann huvudturneringen i World Series of Poker 1995. Samma år vann han även en annan turnering vid WSOP. Han kom även till finalbordet både 2003 och 2004. Enligt Barry Greenstein föreslog Harrington sina motspelare vid finalbordet 1995 att de skulle dela på prispengarna. En av motspelarna gick inte med på detta, och Harrington vann slutligen turneringen och en miljon dollar
Harrington har även vunnit en World Poker Tour-turnering 2007. 2009 uppgår Harringtons turneringsvinster till $6,6 miljoner.
Han har även publicerat Harrington on Hold 'em i tre volymer tillsammans med Bill Robertie. Han har fått smeknamnet "Action" Dan som en ironisk referens till hans försiktiga spelstil.
Innan han blev professionell pokerspelare spelade han schack och backgammon. Han vann Massachusetts State Chess Championship 1972 och World Cup of Backgammon i Washington, D.C. 1981.
Harrington är även med i Poker Hall of Fame. Han valdes in 2010, samtidigt som Erik Seidel.